# Tratado de Plessis les Tours
En el tratado de Plessis les Tours, firmado en septiembre de 1580 entre las Provincias Unidas de los Países Bajos y el duque Francisco de Anjou, éste aceptaba el trono de los Países Bajos, en un intento de las Provincias Unidas por independizarse de la monarquía española de Felipe II de España. El acuerdo nunca llegó a hacerse efectivo por las restricciones que el tratado imponía al poder de Anjou, y por el intento fallido por parte de este de atacar Amberes.

## Antecedentes

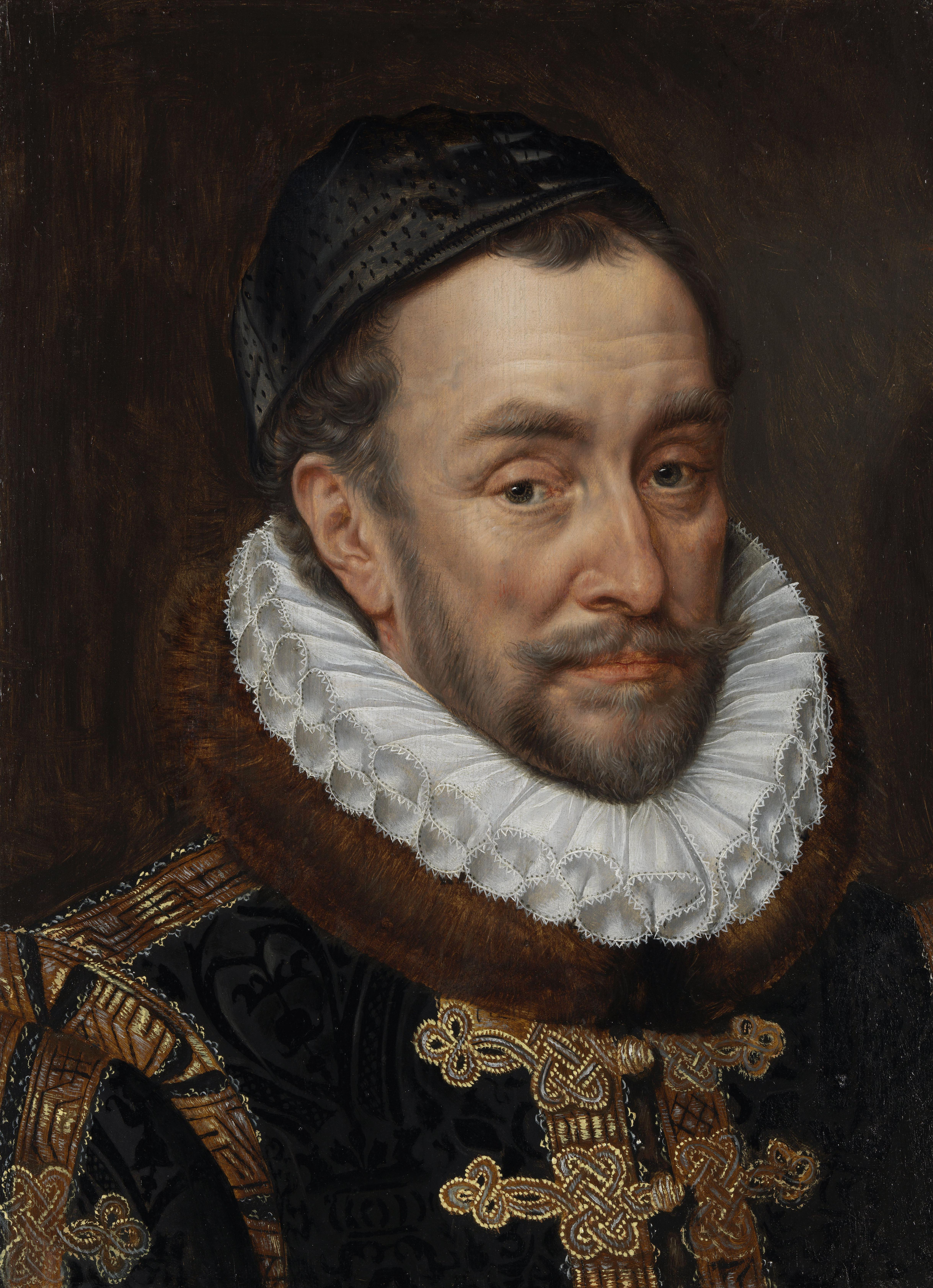
Guillermo de Orange.

En el contexto de la guerra de los ochenta años o guerra de Flandes que las Provincias Unidas mantenían contra España desde 1568 para conseguir su independencia, los Estados Generales de los Países Bajos intentaron repetidamente encontrar un monarca extranjero que aceptara ocupar el trono de los Países Bajos, con el fin de liberarse de la monarquía española de Felipe II de España.

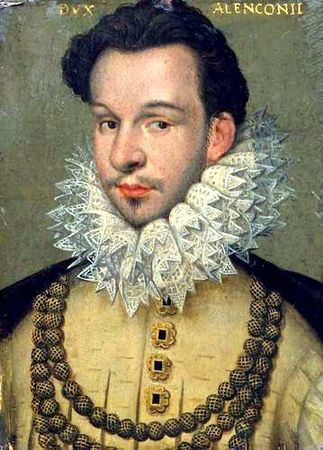
Francisco de Anjou.

Isabel I de Inglaterra rechazaría la oferta en 1575, ante la posibilidad de una guerra contra España. Descartado el archiduque Matías de Habsburgo, los holandeses entraron en conversaciones con Francisco de Anjou, heredero del trono de Enrique III de Francia y en trámites de matrimonio con Isabel I (unión que nunca llegó a hacerse efectiva). A favor de su candidatura, apoyada por el estatúder Guillermo de Orange, estaba el hecho de que atraería las simpatías y apoyos militares de Francia e Inglaterra hacia la causa de las Provincias Unidas; sin embargo, las sospechas sobre las intenciones de Anjou de anexionar los Países Bajos a Francia, y su religión católica contraria al protestantismo mayoritario en los Países Bajos provocaron la desconfianza de las Provincias hacia Anjou.

## El tratado
El 19 de septiembre de 1580 los representantes de las Provincias Unidas se reunieron en el castillo de Plessis les Tours (La Riche) con el duque de Anjou, firmando un tratado provisional en el que el duque aceptaba ocupar el trono de la república holandesa como soberano, asumiendo el título de "Defensor de las libertades de los Países Bajos". El acuerdo se firmó con la oposición de las provincias de Holanda y Zelanda, superada gracias al derecho de veto de Guillermo de Orange.
Los términos del tratado reducían las competencias del nuevo soberano al mínimo, dejándolo en una figura representativa, mientras el poder quedaba en manos de los Estados Generales. Así, el tratado incluía:
- La obligación de Anjou de residir en los Países Bajos;
- Las Provincias se reservaban el derecho de elegir al sucesor de Anjou de entre sus descendientes;
- Compromiso de mantener privilegios, cartas, estatutos y costumbres locales, y obligación de abdicar a la primera violación de éstos;
- El derecho de Anjou a designar cargos importantes debería contar con la aprobación de las Provincias. Permitiría sólo nativos en los cargos públicos;

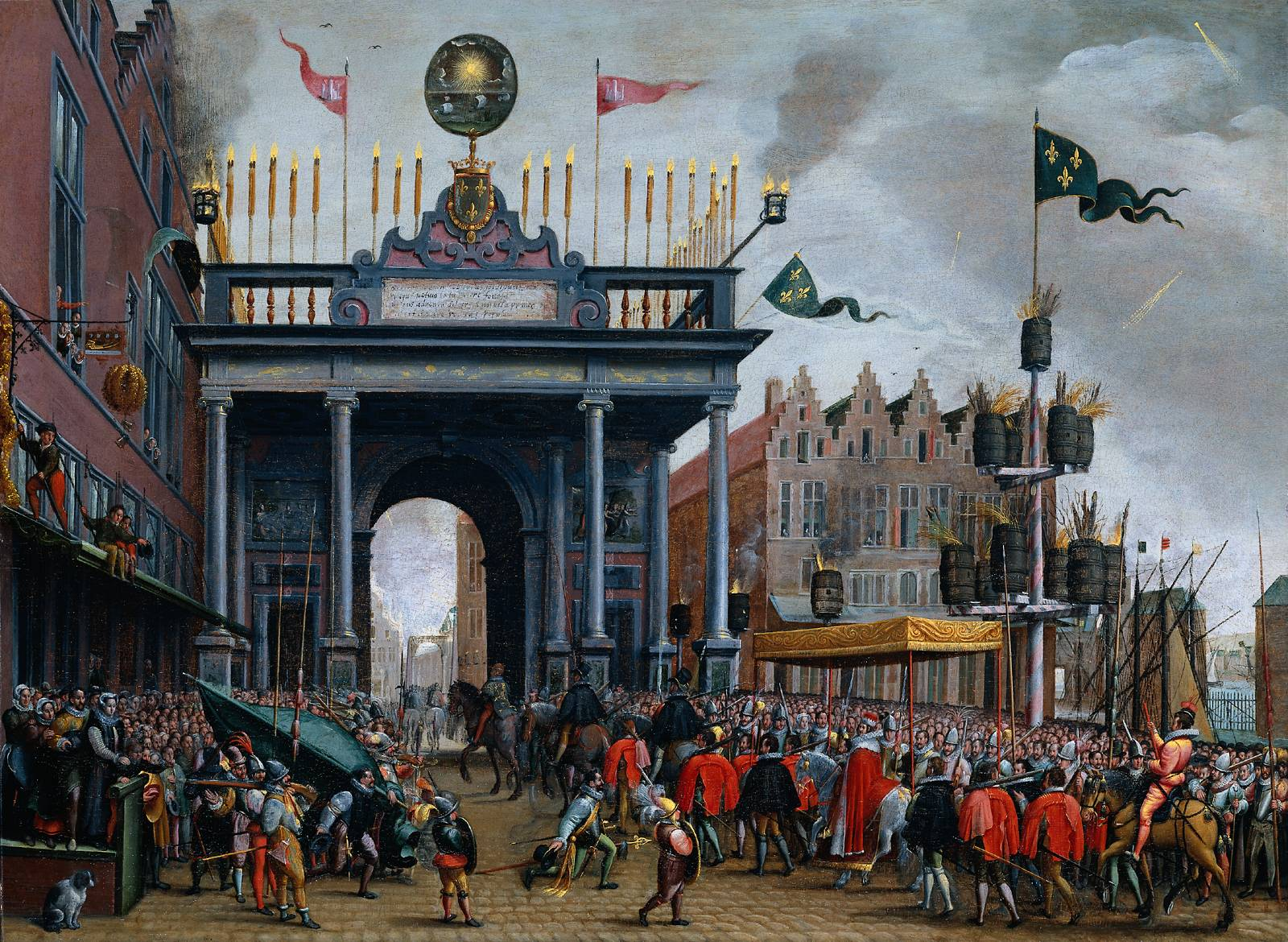
Entrada del duque de Anjou en Amberes.

- Obligación de respetar la libertad religiosa;
- Alianza militar perpetua con Francia, sin permiso de incorporar ningún territorio holandés al reino de Francia;
- Sostener la guerra contra España por sus medios y los de su hermano Enrique;
- Anjou debería contribuir anualmente con 2.400.000 florines;
- Prohibición de tratados con España sin consentimiento de los Estados Generales;
- El ejército holandés estaría bajo el mando de los Estados Generales.

El acuerdo sería ratificado en la convención de Burdeos (o tratado de Bordeaux) en enero de 1581.
En julio de 1581 los Estados Generales de los Países Bajos publicarían el acta de abjuración, por medio de la cual declaraban formalmente su independencia de la monarquía de Felipe II de España, dejando así dispuesta la posibilidad de aplicar los términos del tratado.

## Ruptura del tratado
En febrero de 1582 Anjou llegó a los Países Bajos, siendo nombrado duque de Brabante. Disconforme con las limitaciones impuestas a su reinado, planeó ocupar por la fuerza varias ciudades de la zona. En enero de 1583, al frente del ejército francés, atacó la ciudad de Amberes. Una vez en el interior de la ciudad, sus tropas intentaron tomarla por la fuerza, siendo rechazados por el contraataque de la población, que derrotó a los franceses dejándoles cerca de 1.500 bajas.
Tras la traición hecha a los holandeses, el fracaso militar del ataque a Amberes y la contundente derrota ante las tropas españolas en la Batalla de Steenbergen, el duque de Anjou no pudo seguir manteniendo su presencia en los Países Bajos, abandonando el país en junio de 1583. Las fuerzas francesas se retirarían el 27 de agosto del mismo año embarcando en Biervliet.

## Enlaces
- Texto del tratado (en francés).

- Datos: Q2929388